# Kozhantshikovia vernalis
Kozhantshikovia vernalis är en fjärilsart som beskrevs av Saigusa 1961. Kozhantshikovia vernalis ingår i släktet Kozhantshikovia och familjen säckspinnare. Inga underarter finns listade i Catalogue of Life.